# Temporada 2009 de la Super Ibérica de Rugby
La temporada 2009 de la Super Ibérica de Rugby comienza el 24 de abril de 2009, una semana después del final de la liga de División de Honor y termina el 5 de julio. Esta temporada 2009 es la primera de esta liga llamada superibérica por la intención de la organización de participar franquicias portuguesas, pero debido a la imposibilidad de que esto ocurriera, solo participarán 6 franquicias españolas. El calendario, que dura 2 meses y medio, comprende un total de 34 partidos, en el que cada equipo se enfrenta a los otros 5 en una liga a doble vuelta, y una Final-Four (dos semifinales, final y tercer puesto en un mismo fin de semana) que se celebrará en el estadio Teresa Rivero, donde suele jugar como local el Rayo Vallecano de Madrid.

## Clasificación
| \| \| Clasificación Superibérica 2009[1] \| |                                 |     |   |   |   |     |     |      |    |     |
| Pos                                         | Franquicia                      | Jug | V | E | D | PF  | PC  | +/-  | PB | Pts |
| 1                                           | La Vila Mariners                | 10  | 7 | 1 | 2 | 320 | 189 | +131 | 6  | 36  |
| 2                                           | Gatos de Madrid                 | 10  | 7 | 0 | 3 | 262 | 188 | +74  | 5  | 33  |
| 3                                           | Basque Korsarioak               | 10  | 6 | 1 | 3 | 234 | 170 | +64  | 5  | 31  |
| 4                                           | Catalunya Blaus Almogàvers      | 10  | 4 | 0 | 6 | 192 | 197 | -5   | 5  | 21  |
| 5                                           | Vacceos Cavaliers               | 10  | 3 | 0 | 7 | 183 | 271 | -88  | 4  | 16  |
| 6                                           | Sevilla FC Andalucía Rugby      | 10  | 2 | 0 | 8 | 123 | 299 | -176 | 1  | 9   |
|                                             | Clasificación Superibérica 2009 |     |   |   |   |     |     |      |    |     |

### Leyenda
- Pos = Posición
- Jug = Partidos Jugados
- V = Victoria (se obtienen 4 puntos)
- E = Empate (se obtienen 2 puntos)
- D = Derrota (se obtienen 0 puntos)
- PF = Puntos a Favor (total de puntos conseguidos)
- PC = Puntos en Contra(total de puntos encajados)
- +/- = Diferencia de Puntos (el total de puntos a favor menos puntos en contra)
- PB = Puntos Bonus
  - Los equipos pueden puntuar dos bonus adicionales cada partido de la jornada regular. Un punto bonus se puede ganar si cualquier equipo consigue cuatro ensayos o más en un partido, sin observar si gana, pierde o empata. Otro punto de bonus también se puede conseguir si al perder se pierde por un margen de 7 puntos o menos. Solo un perdedor puede conseguir el máximo de 2 puntos bonus.
- Pts = Puntos totales

## Calendario y resultados

### Primera Jornada
| Fecha       | Hora  | Local      | Resultado     | Visitante     | Estadio               | Público            | Resumen                                                                                           |
| 24 de abril | 19:45 | Cavaliers  | 12 - 36(b)    | Mariners      | Campos de Pepe Rojo   | 1750 espectadores  | (enlace roto disponible en Internet Archive; véase el historial, la primera versión y la última). |
| 24 de abril | 20:00 | Korsarioak | 24(b) - 17(b) | Almogàvers    | Miniestadio de Anoeta | 1.400 espectadores | (Enlace web resumen)                                                                              |
| 26 de abril | 13:00 | Gatos      | 31(b) - 14    | SFC Andalucía | Las Terrazas          | 1.275 espectadores | (Enlace web resumen)                                                                              |

### Segunda Jornada
| Fecha     | Hora  | Local      | Resultado  | Visitante     | Estadio                   | Público            | Resumen                                                                                           |
| 1 de mayo | 19:45 | Almogàvers | 13 - 32(b) | Gatos         | Baldiri Aleu              | 1.350 espectadores | (enlace roto disponible en Internet Archive; véase el historial, la primera versión y la última). |
| 2 de mayo | 12:30 | Cavaliers  | 17(b) - 18 | SFC Andalucía | Campos de Pepe Rojo       | 650 espectadores   | (Enlace web resumen)                                                                              |
| 2 de mayo | 19:00 | Mariners   | 29 - 29(b) | Korsarioak    | Ciudad deportiva de Elche | 700 espectadores   | (Enlace web resumen)                                                                              |

### Tercera Jornada
| Fecha     | Hora  | Local         | Resultado  | Visitante  | Estadio      | Público            | Resumen                                                                                           |
| 8 de mayo | 19:45 | SFC Andalucía | 12 - 35(b) | Mariners   | La Cartuja   | 2.100 espectadores | (enlace roto disponible en Internet Archive; véase el historial, la primera versión y la última). |
| 9 de mayo | 12:30 | Gatos         | 17(b) - 22 | Korsarioak | Ramón Urtubi | 90 espectadores    | (Enlace web resumen)                                                                              |
| 9 de mayo | 18:00 | Almogàvers    | 36(b) - 7  | Cavaliers  | Baldiri Aleu | 1.800 espectadores | (Enlace web resumen)                                                                              |

### Cuarta Jornada
| Fecha      | Hora  | Local      | Resultado  | Visitante     | Estadio                   | Público            | Resumen              |
| 15 de mayo | 19:45 | Gatos      | 53(b) - 15 | Cavaliers     | Valle de las Cañas        | 1.600 espectadores | (Enlace web resumen) |
| 16 de mayo | 19:30 | Korsarioak | 55(b) - 0  | SFC Andalucía | Miniestadio de Anoeta     | 1.350 espectadores | (Enlace web resumen) |
| 17 de mayo | 13:00 | Mariners   | 39(b) - 16 | Almogàvers    | Ciudad deportiva de Elche | 120 espectadores   | (Enlace web resumen) |

### Quinta Jornada
| Fecha      | Hora  | Local      | Resultado  | Visitante     | Estadio             | Público            | Resumen                                                                                           |
| 22 de mayo | 19:45 | Mariners   | 35(b) - 12 | Gatos         | El Pantano          | 800 espectadores   | (enlace roto disponible en Internet Archive; véase el historial, la primera versión y la última). |
| 23 de mayo | 18:00 | Almogàvers | 28(b) - 10 | SFC Andalucía | Baldiri Aleu        | 1.200 espectadores | (Enlace web resumen)                                                                              |
| 23 de mayo | 18:00 | Cavaliers  | 29(b) - 8  | Korsarioak    | Campos de Pepe Rojo | 2.250 espectadores | (Enlace web resumen)                                                                              |

### Sexta Jornada
| Fecha      | Hora  | Local         | Resultado  | Visitante  | Estadio                      | Público            | Resumen |
| 29 de mayo | 19:45 | Almogàvers    | 21 - 10    | Korsarioak | Baldiri Aleu                 | 1.500 espectadores | Video Resumen (enlace roto disponible en Internet Archive; véase el historial, la primera versión y la última). |
| 30 de mayo | 19:00 | Mariners      | 49(b) - 24 | Cavaliers  | El Pantano                   | 1750 espectadores  | (Enlace web resumen)                                                                                            |
| 31 de mayo | 12:30 | SFC Andalucía | 16 - 33    | Gatos      | Estadio municipal de Armilla | 500 espectadores   | (Enlace web resumen)                                                                                            |

### Séptima Jornada
| Fecha      | Hora  | Local         | Resultado  | Visitante  | Estadio               | Público            | Resumen              |
| 5 de junio | 19:45 | Gatos         | 19 - 12(b) | Almogàvers | Valle de las Cañas    | 320 espectadores   | (Enlace web resumen) |
| 6 de junio | 19:00 | SFC Andalucía | 15 - 26    | Cavaliers  | San Pablo             | 900 espectadores   | (Enlace web resumen) |
| 6 de junio | 19:30 | Korsarioak    | 25 - 15    | Mariners   | Miniestadio de Anoeta | 1.275 espectadores | (Enlace web resumen) |

### Octava Jornada
| Fecha       | Hora  | Local      | Resultado  | Visitante     | Estadio               | Público            | Resumen                                                                                           |
| 12 de junio | 19:45 | Cavaliers  | 27(b) - 13 | Almogàvers    | Campos de Pepe Rojo   | 1.400 espectadores | (enlace roto disponible en Internet Archive; véase el historial, la primera versión y la última). |
| 13 de junio | 20:30 | Mariners   | 36 - 8     | SFC Andalucía | El Pantano            | 1000 espectadores  | (Enlace web resumen)                                                                              |
| 13 de junio | 19:30 | Korsarioak | 12(b) - 18 | Gatos         | Miniestadio de Anoeta | 900 espectadores   | (Enlace web resumen)                                                                              |

### Novena Jornada
| Fecha       | Hora  | Local         | Resultado  | Visitante  | Estadio                             | Público          | Resumen              |
| 19 de junio | 19:45 | SFC Andalucía | 10 - 25    | Korsarioak | Polideportivo Puerto de Santa María | 275 espectadores | (Enlace web resumen) |
| 20 de junio | 19:30 | Almogàvers    | 23 - 9     | Mariners   | Baldiri Aleu                        | 750 espectadores | (Enlace web resumen) |
| 20 de junio | 19:30 | Cavaliers     | 12(b) - 19 | Gatos      | Campos de Pepe Rojo                 | 200 espectadores | (Enlace web resumen) |

### Décima Jornada
| Fecha       | Hora  | Local         | Resultado     | Visitante  | Estadio               | Público            | Resumen                                                                                           |
| 26 de junio | 19:45 | Korsarioak    | 24(b) - 14    | Cavaliers  | Miniestadio de Anoeta | 1.100 espectadores | (enlace roto disponible en Internet Archive; véase el historial, la primera versión y la última). |
| 27 de junio | 19:30 | Gatos         | 28 - 37(b)    | Mariners   | Valle de las Cañas    | 1.375 espectadores | (Enlace web resumen)                                                                              |
| 27 de junio | 20:00 | SFC Andalucía | 25(b) - 19(b) | Almogàvers | La Cartuja            | 115 espectadores   | (Enlace web resumen)                                                                              |

## Final-Four
|  | Semifinales | Semifinales                | Semifinales     |                 |                  | Final            | Final  | Final |  |
|  |             |                            |                 |                 |                  |                  |        |       |  |
|  |             |                            |                 |                 |                  |                  |        |       |  |
|  | 1           | La Vila Mariners           | 36              |                 |                  |                  |        |       |  |
|  | 1           | La Vila Mariners           | 36              |                 |                  |                  |        |       |  |
|  | 4           | Catalunya Blaus Almogàvers | 20              |                 |                  |                  |        |       |  |
|  | 4           | Catalunya Blaus Almogàvers | 20              |                 | La Vila Mariners | La Vila Mariners | 28 (1) |       |  |
|  |             |                            |                 |                 | La Vila Mariners | La Vila Mariners | 28 (1) |       |  |
|  |             |                            | Gatos de Madrid | Gatos de Madrid | 28 (2)           |                  |        |       |  |
|  | 3           | Gatos de Madrid            | Gatos de Madrid | Gatos de Madrid | 28 (2)           | 28               |        |       |  |
|  | 3           | Gatos de Madrid            |                 |                 |                  | 28               |        |       |  |
|  | 2           | Basque Korsarioak          | 9               |                 |                  |                  |        |       |  |
|  | 2           | Basque Korsarioak          | 9               |                 |                  |                  |        |       |  |
|  |             |                            |                 |                 |                  |                  |        |       |  |

### Semifinales
|  | Local | vs. | Visita |  |  |

|  | Local | vs. | Visita |  |  |

### Tercer Puesto
|  | Local | vs. | Visita |  |  |

### Final
|  | Local | vs. | Visita |  |  |

## Cuadro de Honor de la I Super Ibérica de Rugby de Rugby
- Campeón: Gatos de Madrid
- Subcampeón: La Vila Mariners
- Tercer clasificado: Basque Korsarioak
- Mejor Jugador: Ryan Le Roux (Mariners)
- Máximo anotador: Agustín Yustin Gómez (Mariners)
- Mejor entrenador: Bryce Bevin (Mariners)

### XV ideal de la Superibérica
Quince ideal elegido por los organizadores del campeonato:
1. Joe McDonnell (Cavaliers)

2. Jonathan Phipps (Mariners)

3. Javier Salazar (Gatos)

4. Pablo Dacunto (Korsarioak)

5. Víctor Gallego (Mariners)

6. David Hernández (Korsarioak)

7. Federico Alcón (Almogàvers)

8. Martín Aceña (Mariners)

9. Hernán Quirelli (Mariners)

10. Paul Burton (Mariners)

11. Pablo Enríquez (Gatos)

12. Isaac Richmond (Almogàvers)

13. Ryan Le Roux (Mariners)

14. Agustín Gómez (Mariners)

15. César Sempere (Gatos) 

## Estadísticas Jugadores

### Máximos Anotadores de Puntos
| 1  | Agustín Gómez      | (1E, 12T, 14GC, 1D) | 112 ptos | Mariners      |
| 2  | Ryan Le Roux       | (13E, 0T, 0GC, 0D)  | 65 ptos  | Mariners      |
| 3  | Gorka Bueno        | (1E, 16T, 5GC, 0D)  | 52 ptos  | Korsarioak    |
| 4  | Carles Badia       | (0E, 9T, 5GC, 1D)   | 35 ptos  | Almogàvers    |
| 5  | Santiago Fernández | (0E, 9T, 3GC, 1D)   | 30 ptos  | Gatos         |
| 6  | Pablo Ropero       | (1E, 4T, 5GC, 0D)   | 28 ptos  | SFC Andalucía |
| 7  | Pablo Enríquez     | (5E, 0T, 0GC, 0D)   | 25 ptos  | Gatos         |
| 8  | Ramón Narváez      | (4E, 0T, 0GC, 0D)   | 20 ptos  | Gatos         |
| 9  | Igor Genua         | (1E, 1T, 1GC, 1D)   | 18 ptos  | Korsarioak    |
| 10 | Stuart McReynolds  | (1E, 4T, 1GC, 0D)   | 16 ptos  | Mariners      |

- Leyenda:
  - E = Ensayos
  - T = Transformaciones
  - GC = Golpes de Castigo
  - D = Drop-Goals

### Máximos Anotadores de Ensayos
| 1 | Ryan Le Roux   | 13 | Mariners   |
| 2 | Pablo Enríquez | 5  | Gatos      |
| 3 | Ramón Nárvaez  | 4  | Gatos      |
| 4 | Iker Lopategi  | 3  | Korsarioak |
| 4 | David Martín   | 3  | Cavaliers  |
| 4 | Isaac Richmon  | 3  | Almogàvers |